# Homo cepranensis
Homo cepranensis – nazwa zaproponowana dla gatunku hominida, którego skamieniałości odkryto w 1994 w pobliżu Ceprano, we Włoszech. Wiek skamieniałości jest szacowany na 800-900 tys. lat.